# Конституционный суд Австрии
Конституцио́нный су́д А́встрии (нем. Verfassungsgerichtshof, VfGH) — первый в мире (1920) отдельный от остальной системы правосудия конституционный суд, функция которого — принимать решения о соответствии законодательных актов конституции страны и, в случае несоответствия, объявлять акты недействительными (то есть фактически законодательная компетенция). С 1803 года такие решения принимает Верховный суд США, однако Конституционный суд Австрии является первым органом, специально созданным для этой цели. Конституционный суд имеет также полномочия рассмотрения некоторых споров между государственными органами и вынесения импичмента высшим должностным лицам.

## История

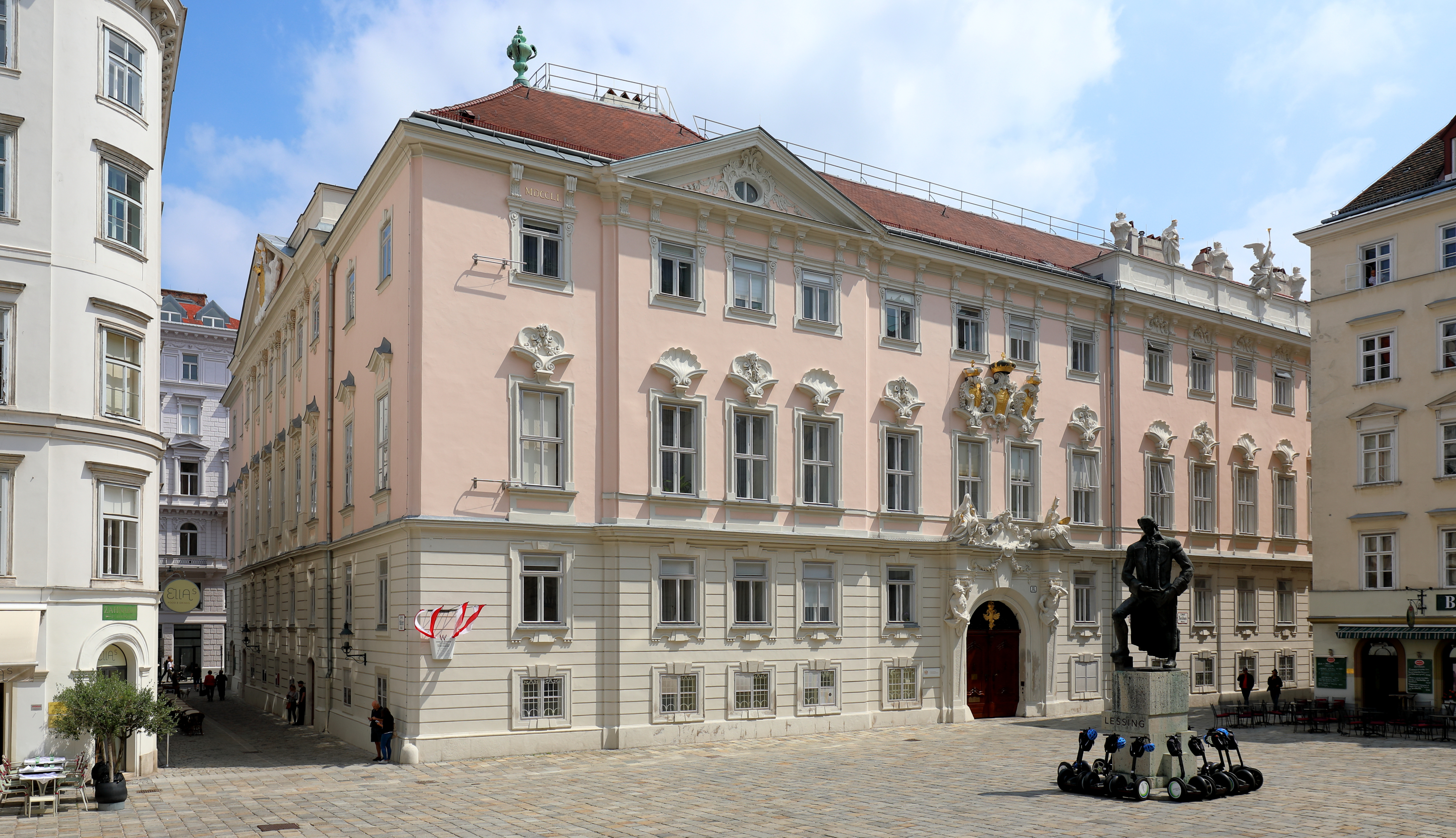
Здание Конституционного суда Австрии в 1946—2012 годах, бывшая Богемская придворная канцелярия на площади Юденплац

Идея конституционного суда принадлежит австрийскому юристу Гансу Кельзену, создателю «чистой теории права» (Reine Rechtslehre). Суд учреждён в 1920 году, через два года после распада Австро-Венгрии и образования Австрийской республики.
После переворота Дольфуса в 1934 году (австрофашизм) деятельность Конституционного суда, как и самой Конституции Австрии, была приостановлена; затем наступили годы аншлюса. С 1945 года Конституционный суд восстановлен. В 1953 году принят закон о Конституционном суде.

## Полномочия
Согласно Конституции Австрии (ст. 137) Конституционный суд «рассматривает все имущественно-правовые требования, предъявляемые к Федерации, землям, районам, общинам и союзам общин, которые не подлежат ни разрешению в обычном судебном порядке, ни исполнению путём принятия решения органом управления». Он разрешает споры между судами, между землями, землёй и Федерацией (ст. 138). Он «рассматривает дела о противозаконности постановлений органов Федерации или земель по представлению суда, а в случае, когда такое постановление подлежит применению при рассмотрении правового спора Конституционным судом, — по инициативе суда в силу возложенных на него обязанностей» (с. 139). «Решение Конституционного суда, которым постановление отменяется как противозаконное, обязывает высшие компетентные органы Федерации или земли незамедлительно опубликовать сообщение об отмене… решение об отмене вступает в силу со дня опубликования» (там же). Суд рассматривает дела о противоконституционности законов Федерации или земель (ст. 140); аналогично «решение Конституционного суда, которым закон отменяется как противоконституционный, обязывает Федерального канцлера или губернатора соответствующей земли незамедлительно опубликовать сообщение об отмене». Решения КС о неконституционности «обязательны для всех судов и органов управления». Суд «рассматривает дела о противоправности государственных договоров» (ст. 140а), об опротестовании выборов, о лишении депутата Европарламента мандата по ходатайству (ст. 141). КС рассматривает дела «в связи с обвинениями, которые влекут предусмотренную Конституцией ответственность верховных органов Федерации и земель за допущенные ими в ходе их официальной деятельности виновные правонарушения», включая федерального президента, членов правительства, депутатов, губернаторов земель, органов властей столичного города Вены (ст. 142). Если Конституционный суд выносит решение об осуждении, то этим решением лицо отстраняется от должности (там же). КС рассматривает жалобы на решения органов управления и дела о нарушении норм международного права (с. 144—145).
Конституционный суд может оказать значительное влияние на политическую систему. Начиная с 1995 года, Европейский суд может отменить решения австрийского во всех вопросах, которые определены в законах Европейского Союза. Австрия также выполняет решения Европейского суда по правам человека, поскольку Европейская конвенция по правам человека является частью конституции Австрии.

## Состав
Суд состоит из президента, вице-президента, 12 судей и 6 запасных членов, которые не входят в основной состав. Членов Конституционного суда назначает Президент Австрии по представлению органов власти:
- президент, вице-президент, шесть судей и три запасных члена — по представлению Федерального правительства;
- три судьи и два запасных члена — по представлению Национального совета;
- три судьи и один запасной член — по представлению бундесрата.

Члены Конституционного суда должны иметь юридическое образование и не менее 10 лет проработать по профессии. Конституционный суд работает не постоянно, а сессионно, в среднем по 4 сессии в год, которые длятся 3 недели: в марте, июне, октябре и декабре. Поэтому члены Конституционного суда в перерывах между сессиями могут заниматься прежней деятельностью на основной работе. Единственное, что во время членства в Суде они не имеют права заниматься политической деятельностью.

## Председатели
- 1919 — Карл Грабмайр;
- 1919—1930 — Пауль фон Фиторелли;
- 1930—1934; 1945—1946 — Эрнст Дурих;
- 1946—1955 — Людвиг Адамович-старший;
- 1956—1957 — Густав Цигойнер;
- 1958—1977 — Вальтер Антониолли;
- 1977—1983 — Эрвин Мелихар;
- 1984—2002 — Людвиг Адамович-младший;
- 2002—2008 — Карл Коринек;
- 2008—2017 — Герхарт Хольцингер;
- 2018—2019 — Бригитте Бирляйн.
- 2019— н.в. — Кристоф Грабенвартер